# Angelo Maria Brunelli
Angelo Maria Brunelli (Firenze, 1740 – Napoli, 1806) è stato uno scultore italiano.

## Biografia e attività artistica
Probabilmente figlio di Domenico, operaio e aiuto-architetto, e fratello di Carlo, pittore, negli anni giovanili lavorò insieme ad essi ad alcune realizzazioni per la Reggia di Caserta. Elaborò in quegli anni uno stile settecentesco non ancora influenzato dalle novità del neoclassicismo e dalla personalità del Canova. Al neoclassicismo si accostò in seguito, ma in chiave accademica e di stanca ripetizione delle opere classiche all'epoca rinvenute negli scavi archeologici di Pompei ed Ercolano, probabilmente anche a causa dell'attività di restauratore che svolgeva in quegli anni. Queste critiche gli vennero mosse pure dagli studenti della Scuola di Scultura dell'Accademia di belle arti di Napoli, al cui vertice fu preposto nel 1803 insieme ad Andrea Calì.
Fu nel complesso una figura che non lasciò tracce particolarmente originali nella storia della scultura meridionale. Lavorò comunque ad opere significative: per la Reggia di Caserta realizzò alcuni bassorilievi nella Sala degli Alabardieri e nel portico della Fontana di Eolo, oltre ad alcune Ninfe per la Fontana di Diana e Atteone. Realizzò nel 1803 la statua di re Ferdinando IV di Napoli per l'Abbazia di Montecassino, gravemente danneggiata durante la seconda guerra mondiale e in seguito restaurata.